# Innstadt Brauerei

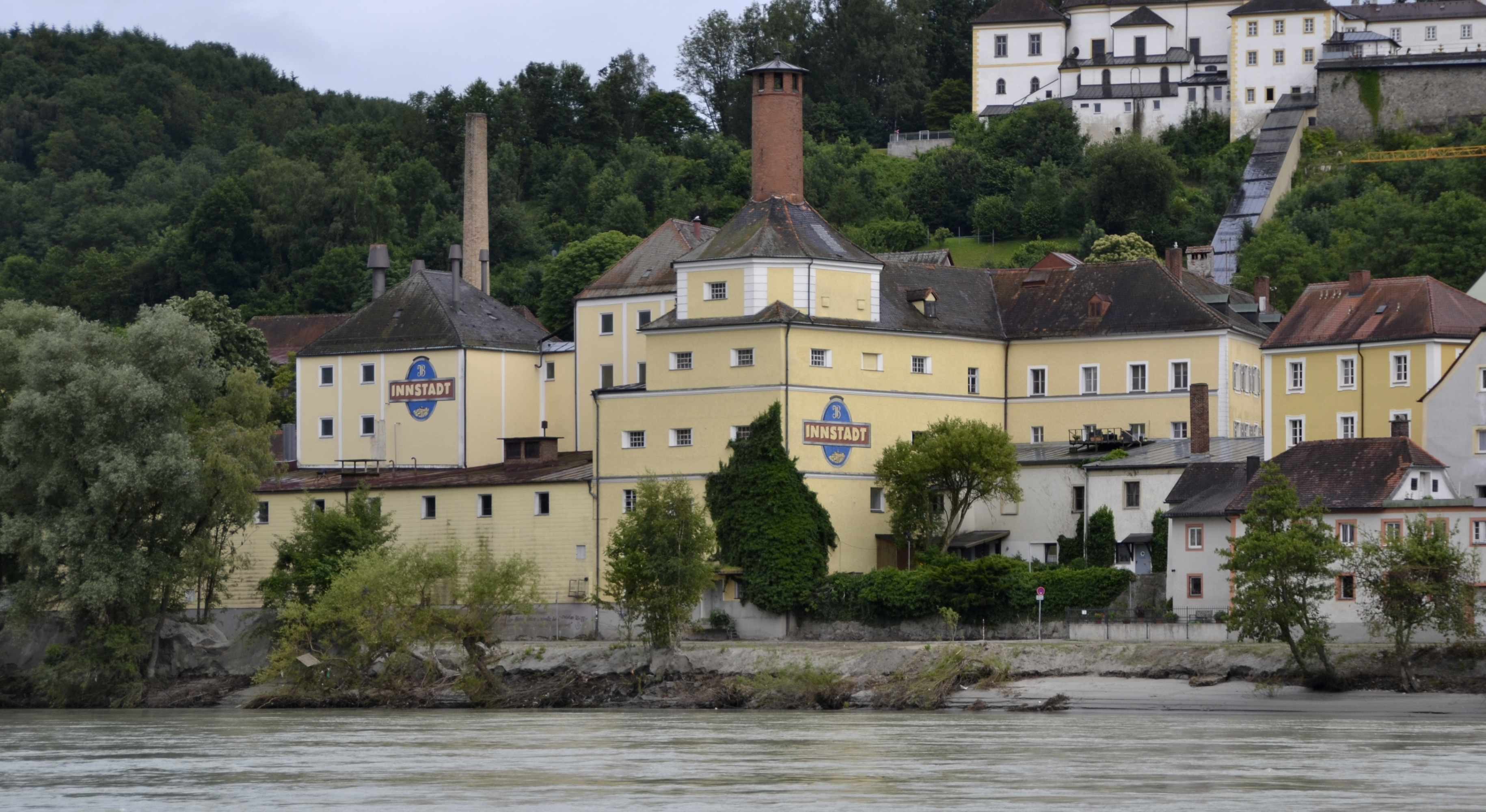
Die Innstadt-Brauerei

Die vormalige Innstadt-Brauerei war eine Brauerei in der niederbayerischen Stadt Passau, Ortsteil Innstadt. Sie wurde 2012 von der Brauerei Hacklberg (ebenfalls Passau) übernommen und existiert nur noch als Marke weiter.

## Geschichte

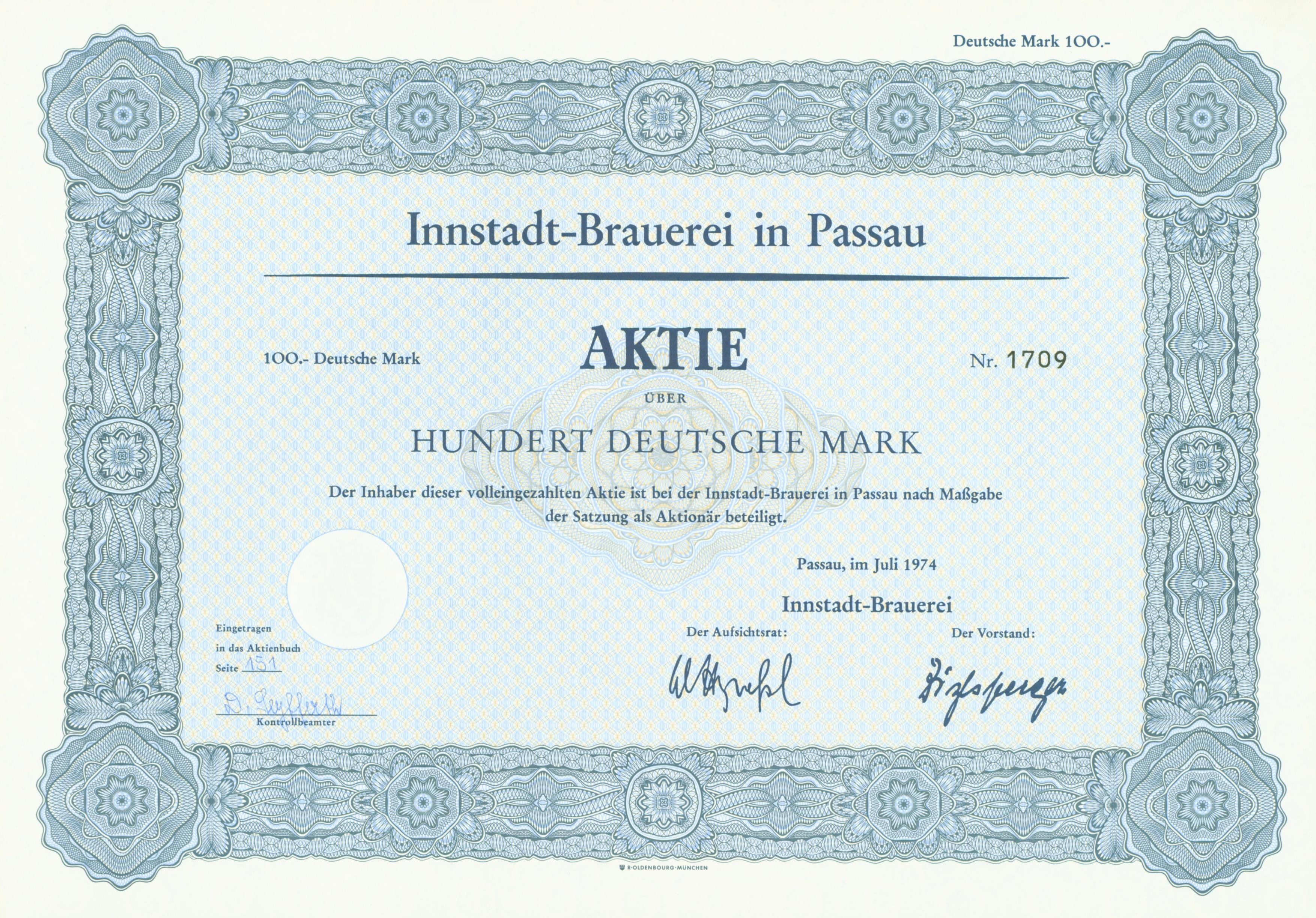
Aktie über 100 DM der Innstadt-Brauerei in Passau vom Juli 1974

1318 wurde die Brauerei erstmals in den Büchern des St. Johannes-Spitals in Passau unter dem Eintrag „Bräuhauses am Graben enthalb der Innpruck“. In Kriegsunruhen, vor allem durch Feuersbrünste, wurde 1809 das alte „Preyhaus“ zerstört. In den Jahren 1812 und Folgende wurde ebenda eine neue Brauerei errichtet. 1874 erfolgte die Umwandlung in eine Aktiengesellschaft, der Bierausstoß lag bei etwa 10.000 hl. 1914 wurde mit der Produktion von Limonaden begonnen und 67.000 hl Bier produziert. Die Ottakringer Brauerei übernahm 2000 die Mehrheitsanteile an der Brauerei, 2012 ging sie an die Brauerei Hacklberg.
Mittlerweile sind (bis auf denkmalgeschützte Anteile) die Brauereigebäude abgerissen und durch ein neues Wohngebiet ersetzt worden.